# Delfinio
Il  Delfinio (in greco antico: Δελφίνιον?, Delphínion) era un tribunale dell'antica Atene. Esso si riuniva presso il santuario di Apollo Delfinio e i suoi membri avevano il compito di giudicare riguardo agli "omicidi legittimi".

## Funzione
Il compito del Delfinio era quello di giudicare nel caso dell'"omicidio legittimo" (in greco antico: φόνος δίκαιος?, phónos díkaios) e perciò del tutto scusabile e meritevole di impunità, senza alcuna discriminazione tra volontarietà e involontarietà. Questo tribunale giudicava quindi, come spiega Aristotele, nel caso in cui l'uccisore ammettesse di avere ucciso, ma di averlo fatto secondo le leggi. Secondo Aristotele si rientrava in questa circostanza in caso di uccisione:
- di un adultero (in greco antico: μοιχός?, moichós) quando veniva scoperto con la propria moglie, madre, sorella, figlia o concubina tenuta per avere figli liberi (l'adultero veniva considerato un reo che la legge autorizzava a punire personalmente);[5]
- di un commilitone, per errore, in guerra;
- nel corso di una gara.

A questi casi va aggiunta la legittima difesa se si incontrava un brigante per strada citata da Demostene.
In realtà il Delfinio giudicava quindi alcuni omicidi che altrove sono definiti involontari, il φόνος ἀκούσιος  (phónos akóusios) di tradizionale competenza del Palladio, come nel caso dell'uccisione in gara o dell'uccisione di un commilitone che, ad esempio, Platone (diversamente da Aristotele e Demostene) definisce involontario (in greco antico: ἀκούσιος?, akóusios).
Come si è detto, l'omicidio per legittima difesa si fa tradizionalmente ricadere nell'"omicidio legittimo" e doveva perciò essere di competenza del Delfinio a cui spettava il compito di garantire l'impunità dell'imputato o altrimenti escluderla in caso di eccesso di legittima difesa. Tuttavia a tal proposito sono stati sollevati dei dubbi da Michael Gagarin, il quale sostiene che questo tipo di omicidi non sarebbero stati considerati legittimi e che toccasse perciò all'Areopago occuparsene, assolvendo eventualmente l'omicida se si fosse verificato che si era limitato a difendersi.
Da sottolineare è quindi quanto fosse importante che anche l'omicidio legittimo, venisse sottoposto a giudizio per verificarne le vere responsabilità e per stabilire se l'imputato fosse meritevole di impunità. In caso contrario sarebbero potuti restare impuniti omicidi solo apparentemente legittimi, con rischiose conseguenze sul piano politico, per il pericolo di faide, e religioso, dal momento che un omicidio impunito veniva considerato una "macchia" (in greco antico: μίασμα?, míasma) tale da contaminare l'intera città. Al contrario, tuttavia, parte della dottrina ritiene che il Delfinio fosse solamente un tribunale "cerimoniale" che si limitava ad ascoltare i casi in cui sia l'omicida sia i parenti della vittima ammettessero la legittimità del fatto.

## Componenti della giuria
Nella dottrina moderna si ritiene comunemente che a giudicare (almeno per certi tratti dell’età compresa tra le riforme di Solone e il corso del
IV secolo a.C.) fossero i 51 efeti, ma tale supposizione si basa solo su fonti tarde e un passo di Aristotele in cui sono state congetturate integrazioni ingiustificate che sosterrebbero la presenza degli efeti, ma il riferimento aristotelico potrebbe anche essere solo a uomini generici estratti a sorte.
È vero che alle linee 33-38 dell'epigrafe che conserva la legge di Dracone sono esplicitamente affidati al giudizio degli efeti i casi di legittima difesa, che in epoca classica rientravano negli omicidi legittimi del Delfinio, ma quest'ultimo al tempo ancora non esisteva e questo tipo di omicidi rientravano nella tipologia dell'"omicidio non premeditato" (in greco antico: φόνος μὴ ἐκ προνοίας?, phónos mḗ ek pronóias) e perciò di competenza degli efeti.
Vi è poi l'ipotesi di Gertrude Smith e successivamente di Robert Wallace secondo cui nel periodo delle riforme di Pericle del 451 a.C., per Smith, o nel periodo tra il 480 e
il 403 a.C., per Wallace, nei tribunali ateniesi per l'omicidio gli efeti sarebbero stati sostituiti dall'Eliea.
È infine possibile che nel Delfinio giudicassero uomini estratti a sorte tra gli eliasti, di numero sconosciuto, forse anche qualche centinaio.

## Curiosità
La dottrina tradizionale e prevalente ritiene che il processo oggetto della terza delle Tetralogie di Antifonte sia immaginata avere luogo nel Delfinio: ciascuna tetralogia avrebbe infatti come oggetto un caso esemplare per ognuno dei tre principali tipi di omicidi ("premeditato", "involontario" e "legittimo") giudicati dai tre principali tribunali per le cause di sangue (Areopago, Palladio e Delfinio).